# 2024년 하계 올림픽 알바니아 선수단
2024년 하계 올림픽 알바니아 선수단은 2024년 7월 26일부터 8월 11일까지 프랑스 파리에서 열린 2024년 하계 올림픽에 참가한 올림픽 알바니아 선수단이다. 
알바니아는 알바니아 국가 올림픽 위원회(KOKSH)1972년 공식 데뷔 이후 미국 주도의 보이콧으로 인한 1976년, 1980년, 소련 주도의 보이콧으로 인한 1984년, 1988년, 1992년 올림픽 복귀를 제외하고는 이 국가의 10번째 하계 올림픽 출전을 의미한다.

## 출전 선수
| 종목   | 남자 | 여자 | 전체 |
| ------ | ---- | ---- | ---- |
| 육상   | 1    | 1    | 2    |
| 사격   | 0    | 1    | 1    |
| 수영   | 1    | 1    | 2    |
| 레슬링 | 3    | 0    | 3    |
| 전체   | 5    | 3    | 8    |

## 메달 집계
| 종목 | 1 | 2 | 3 | 합계 |
| 종목 | ' | ' | ' | '    |
| 종목 | ' | ' | ' | '    |
| 종목 | ' | ' | ' | '    |
| 합계 | ' | ' | ' | '    |

## 같이 보기
- 2024년 하계 올림픽